# Ralph Assheton (2e baron Clitheroe)
Pour les articles homonymes, voir Ralph Assheton.
Ralph John Assheton, 2e baron Clitheroe (né le 3 novembre 1929) est un aristocrate, homme d'affaires et fonctionnaire public britannique.

## Biographie
Lord Clitheroe est né le 3 novembre 1929,. Il est le fils de Ralph Assheton (1er baron Clitheroe) (1901–1984), un député conservateur qui est président du Parti conservateur de 1944 à 1946, et de Sylvia Benita Frances Hotham. Son grand-père paternel est Ralph Cockayne Assheton, 1er baronnet (1860–1955), et son grand-père maternel Frederick William Hotham, 6e baron Hotham (1863–1923).
Clitheroe fait ses études au Collège d'Eton, et sert comme Lieutenant dans les Life Guards de 1948 à 1949. En 1956, il obtient le diplôme de baccalauréat ès arts (BA) (converti plus tard en maîtrise ès arts (MA)) de Christ Church, Oxford.
Il est directeur général adjoint du groupe Rio Tinto et président de RTZ Chemicals, une filiale de Rio Tinto. Il est également président de la Yorkshire Bank de 1990 à 1999.
Il devient le 2e baron Clitheroe et le 3e baronnet à la mort de son père en 1984. Il est nommé lieutenant adjoint du Lancashire en 1986. Il est livreur de la Worshipful Company of Skinners en 1955. Il sert également comme Vice-Lord-Lieutenant du Lancashire de 1995 à 1999.

## Famille
Clitheroe épouse Juliet Hanbury le 2 mai 1961. Ils ont trois enfants:
- Ralph Christopher Assheton (né le 19 mars 1962)[1]
- John Hotham Assheton (né le 12 juillet 1964)
- Elizabeth Jane Assheton (née le 6 octobre 1968)

Il réside à Downham Hall.